# Slot car racing (attractie)

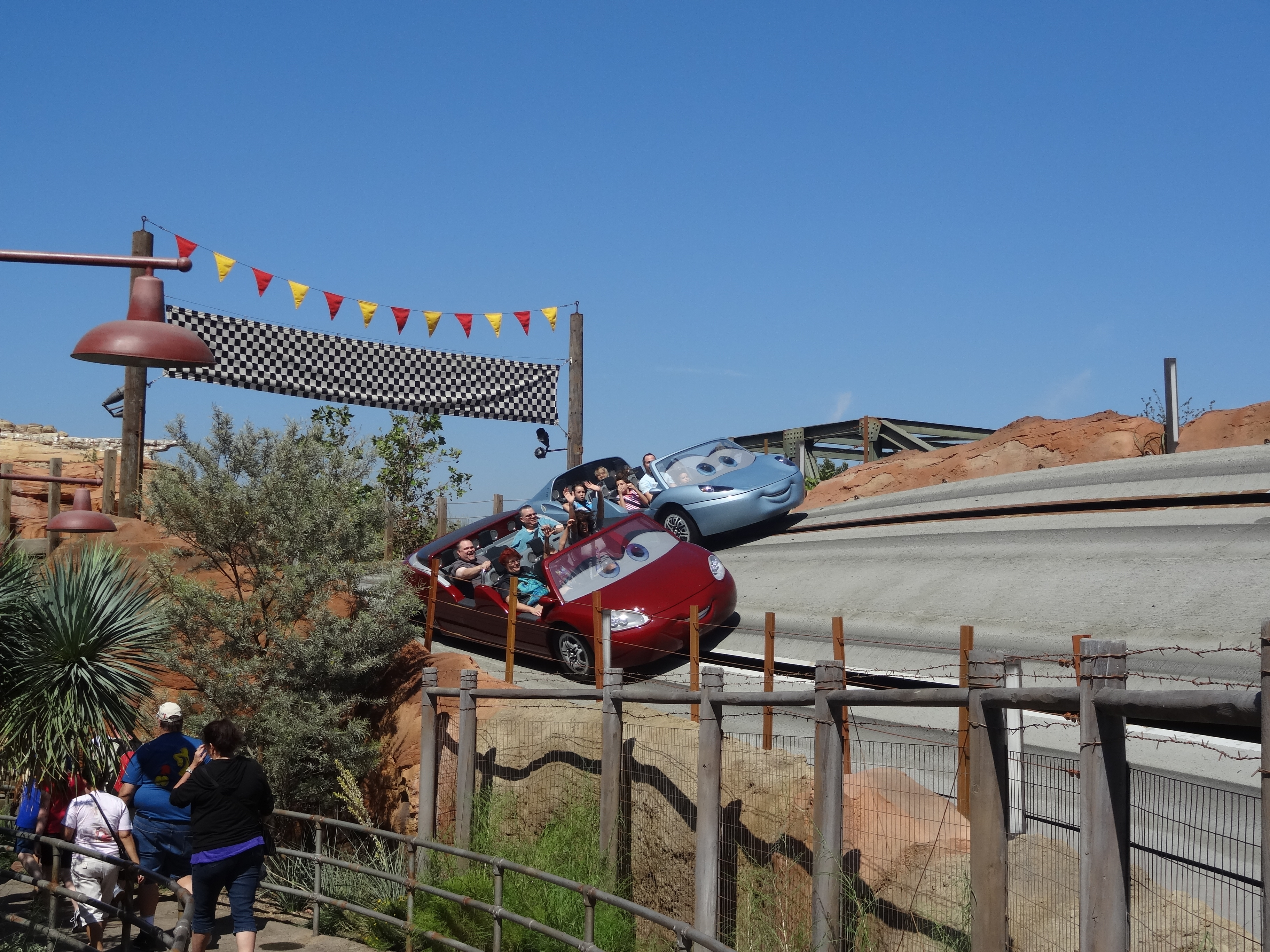
Slot car racing in het Disneyland Resort

Slot car racing is een attractietype dat gebaseerd is op de speelgoedversie van slot car racing.
Het parcours van dit attractietype is een autoweg van beton of asfalt. In het midden van het wegdek ligt een smalle sleuf. De voertuigen op het wegdek zijn verankerd aan de sleuf. Dit zorgt ervoor dat de voertuigen de juiste weg volgen en voorzien worden van elektrische energie. Ook kunnen de voertuigen, doordat ze een eigen motor hebben, elk moment van snelheid veranderen. Hierdoor heeft een slot car racing veel weg van een lanceerachtbaan en gemotoriseerde achtbaan. Echter zitten achtbanen vast aan een rails en maken de meeste gebruik van de zwaartekracht.
Het attractietype kan gecombineerd worden met een rondrit, darkride en/of wedstrijd tussen meerdere voertuigen.